# Giuliano Gioia
Giuliano Gioia (Firenze, 14 maggio 1917 – Mar Mediterraneo, 27 agosto 1941) è stato un militare e aviatore italiano, decorato con la medaglia d'oro al valor militare alla memoria nel corso della seconda guerra mondiale.

## Biografia

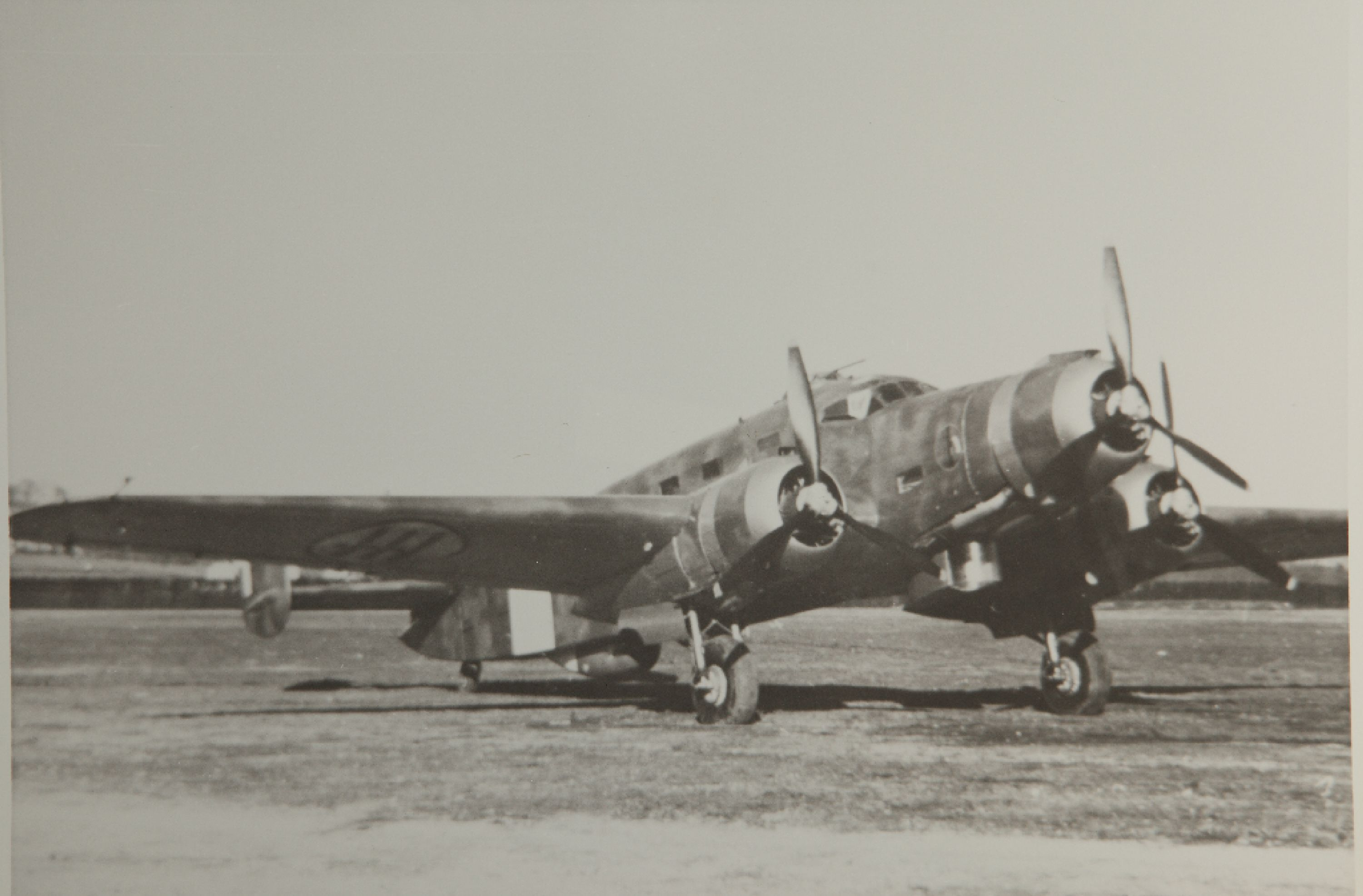
Un bombardiere-aerosilurante Savoia-Marchetti S.M.84.

Nacque a Firenze il 14 maggio 1917. Dopo aver conseguito il diploma presso il liceo di Aosta, il 21 ottobre 1936 fu ammesso a frequentare la Regia Accademia Aeronautica di Caserta, Corso Rex, uscendone primo del suo corso, e con il grado di sottotenente, il 1 ottobre 1938, assegnato in servizio al 12º Stormo Bombardamento Terrestre. Fu promosso tenente nell'aprile del 1940. L'entrata in guerra del Regno d'Italia, avvenuta il 10 giugno dello stesso anno, lo vide in servizio presso la 205ª Squadriglia, del 41º Gruppo Bombardamento Terrestre. Si distinse in voli di ricognizione sul Mediterraneo occidentale venendo decorato con una Croce di guerra al valor militare. Dopo l'inizio della Campagna italiana di Grecia, il 28 ottobre 1940, partecipò alle operazioni belliche sul fronte greco-albanese, venendo decorato con una Medaglia d'argento al valor militare nel mese di dicembre. Nel 1941 fu trasferito con il suo reparto all'Aeronautica dell'Egeo, e partecipò alla conquista dell'isola di Creta, e quindi, nel mese di luglio, assunse il comando della 205ª Squadriglia, del 41º Gruppo, allora al comando del colonnello Ettore Muti, di stanza sull'aeroporto di Gadurrà, a Rodi. Durante un'azione di bombardamento sul mare il 27 agosto il suo aereo Savoia-Marchetti S.M.84 fu abbattuto da velivoli da caccia nemici. Per onorarne il coraggio in questo frangente fu decretata la concessione della Medaglia d'oro al valor militare alla memoria.